# Großer Bärenkopf (Glocknergruppe)
Der Große Bärenkopf (auch Weißer Bärenkopf) ist ein aus zwei Gipfeln bestehender Berg der Glocknergruppe im Fuscher/Kapruner Kamm der Hohen Tauern. Der Berg liegt genau an der Grenze zwischen den österreichischen Bundesländern Salzburg und Kärnten und ist der einzige Berg Kärntens nördlich des Alpenhauptkamms. Der Hauptgipfel ist 3396 m ü. A. hoch, der Westgipfel weist eine Höhe von 3353 m auf. Die beiden Gipfel sind etwa 300 Meter voneinander entfernt. In alle vier Himmelsrichtungen sendet der Berg ausgeprägte Grate. Von Nordosten gesehen hat der Große Bärenkopf die Form eines markanten breiten Firnbergs, aus den anderen Richtungen erscheint er als Felsberg. Zuerst bestiegen wurde er am 18. September 1869 durch den Münchner Alpinisten Karl Hofmann, den Prager Kaufmann Johann Stüdl sowie den Bergführern Thomas Groder und Josef Schnell aus Kals am Großglockner bei ihrer Erkundungstour, die sie am selben Tag auch auf die nördlich gelegenen Nachbarberge Hinterer Bratschenkopf und Klockerin führte. Heute wird der Große Bärenkopf oft im Rahmen des Übergangs zwischen der Oberwalder Hütte und dem Heinrich-Schwaiger-Haus bestiegen.

## Lage und Umgebung

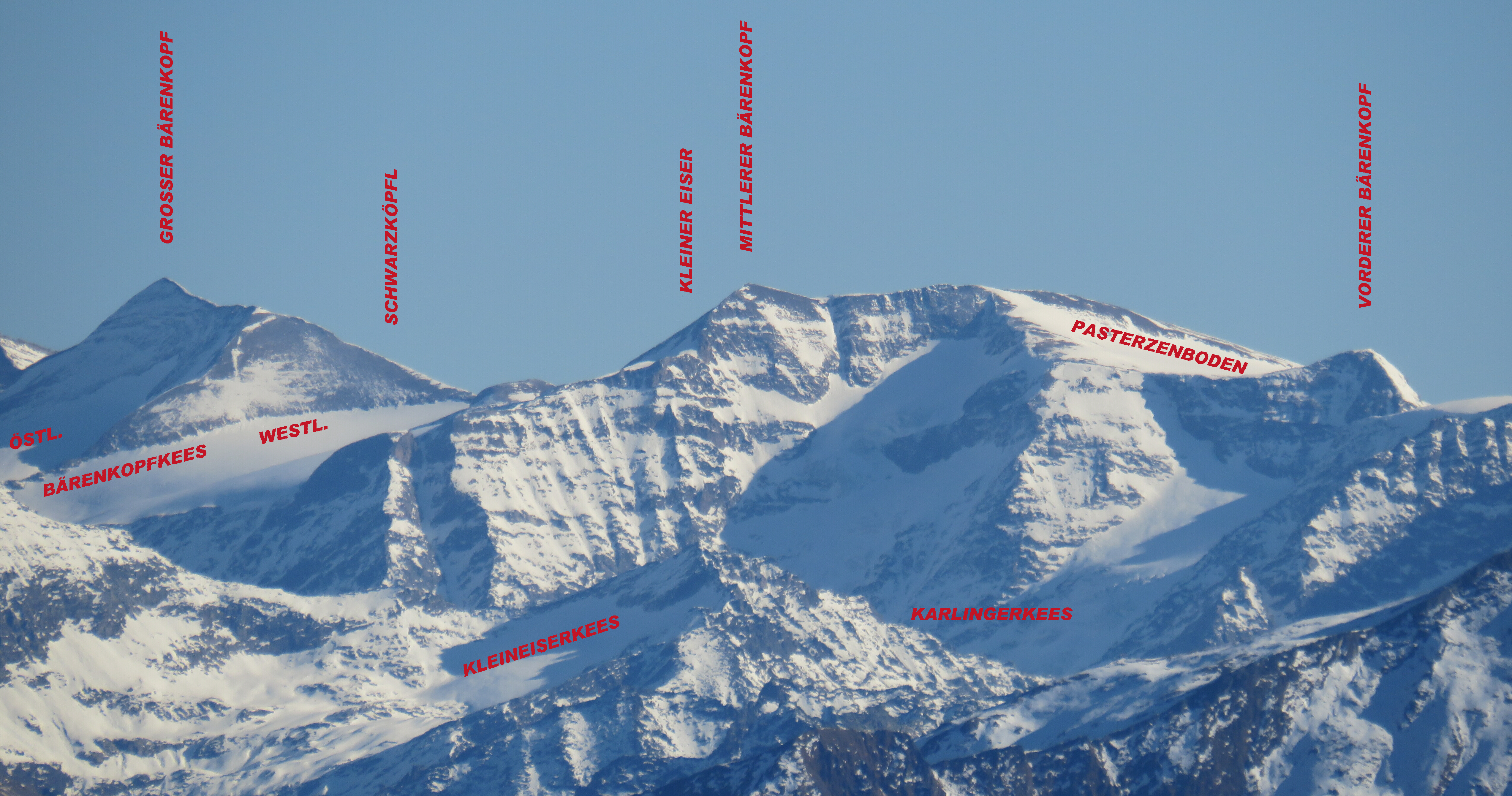
Großer Bärenkopf (links), Mittlerer Bärenkopf (mittig) und Vorderer Bärenkopf (rechts) gesehen von Nordwesten, davor links das Bärenkopfkees und rechts das Karlingerkees

Der Große Bärenkopf ist von spaltenreichen Gletschern umgeben. Im Osten, Norden und Westen liegt das Westliche und Östliche Bärenkopfkees, das bis zum Gipfelpunkt hinaufreicht, und im Süden erstreckt sich das Bockkarkees. Benachbarte Berge sind im Verlauf des Nordgrats, getrennt durch die auf 3074 m Höhe gelegene Gruberscharte, die 3422 m hohe Klockerin und im Verlauf des Ostgrats, getrennt durch die Dockscharte auf 3233 m Höhe, die Hohe Dock mit 3348 m. Im Süden, jenseits des Bockkarkees, liegt der 3154 m hohe Breitkopf. Im Verlauf des Westgrats, getrennt durch die Keilscharte (3187 m), liegen der Mittlere Bärenkopf (3358 m) und etwas nördlich davon das Schwarzköpfl mit einer Höhe von 3124 m. Die nächstgelegenen bedeutenden Siedlungen sind das etwa neun Kilometer Luftlinie nördlich gelegene Kaprun im Pinzgau und in elf Kilometern nordöstlicher Entfernung Fusch an der Großglocknerstraße.

## Stützpunkte und Touren
Der Weg, den die Alpinisten im Jahre 1869 einschlugen, führte bei bestem klaren Wetter von der Kapruner Seite auf einen Berg, von dem sie glaubten, dass es der Große Bärenkopf sei. In Wahrheit standen sie auf einem unbekannten Gipfel, der in den damaligen Landkarten noch nicht eingezeichnet war und erst ab 1891 „Glockerin“ genannt wurde. Ihr weiterer Weg führte sie über den Ostgrat zum heute so genannten „Großen Bärenkopf“. Außerdem bestiegen sie noch den Hinteren Bratschenkopf. Als Orientierungsmöglichkeit stand ihnen nur die Tauernkarte aus dem Jahre 1859 von Franz Keil zur Verfügung, die aber noch sehr ungenau war, da Keil selbst nicht weit genug in das Gebiet vordringen konnte. Dass ihnen am 18. September drei Erstbesteigungen geglückt waren, ist erst klar geworden, als die Alpenvereinskarte von 1891 herauskam und erstmals eindeutige Zuordnungen von Bergen und Namen ermöglichte.
Der Große Bärenkopf ist auch heute noch nur im Rahmen einer ernsthaften Hochtour zu erreichen, mit entsprechender Ausrüstung und Gletschererfahrung. Der jetzige Normalweg ist zuerst 1871 begangen worden und hat sich als einfachster Anstieg bewährt. Als Stützpunkt für die Tour dient das Heinrich-Schwaiger-Haus auf 2802 m Höhe, östlich oberhalb des Mooserbodens, oder die Oberwalderhütte (2972 m), nordwestlich oberhalb der Franz-Josefs-Höhe. Von der Oberwalderhütte führt der Weg in nördlicher Richtung als ernsthafte Gletscherbegehung über den Wasserfallwinkel und das Bockkarkees zur Keilscharte, dann in östlicher Richtung über den Westgrat zum Gipfel des Großen Bärenkopfs. In der Gruberscharte, im Nordgrat des Kopfes, liegt das Gruberscharten-Biwak auf 3104 m Höhe mit neun Notlagern. Von der Hütte aus beträgt die Gehzeit, laut Literatur, etwa drei Stunden. Der Westgrat erfordert eine leichte Kletterei im Schwierigkeitsgrad UIAA I. Seit 1925 wird auch der Südgrat als alternativer Anstieg im UIAA-Grad II genutzt. Kletterrouten durch die 1925 von Hubert Peterka und Hans Majer durchstiegene Südwestwand werden wegen ihrer Gefährlichkeit kaum mehr begangen.